# Diversidad sexual en Belice
Las personas del colectivo LGBT+ en Belice se enfrentan a ciertos desafíos legales y sociales no experimentados por otros residentes. Las relaciones sexuales consensuales entre personas del mismo sexo fueron despenalizadas en 2016, siendo el último país de Centroamérica en hacerlo. Si bien la homosexualidad ya no esta criminalizada en Belice, las personas LGBTI+ aún sufren de discriminación, persecución y violencia en Belice.

## Legislación y derechos

### Despenalización de la homosexualidad
Los actos sexuales consensuales entre personas adultas del mismo sexo en Belice son legales desde 2016, cuando la Corte Suprema de Belice declaró inconstitucional el artículo 53 del código penal, el cual criminalizaba la sodomía. El 30 de diciembre de 2019, la Corte de Apelaciones confirmó la inconstitucionalidad del artículo 53, despenalizando definitivamente la homosexualidad en Belice. La edad de consentimiento sexual en Belice es de 18 años, sin importar la orientación sexual.

### Reconocimiento de las parejas del mismo sexo
No existe ningún tipo de reconocimiento hacia las parejas formadas por personas del mismo sexo en forma de matrimonio o de unión civil en Belice, por ende, el Estado beliceño no reconoce a la familia homoparental. En Belice no están prohibidas constitucionalmente las uniones civiles o el matrimonio entre personas del mismo sexo; sin embargo, es improbable que se apruebe un proyecto de ley en los próximos años que pueda permitir que las parejas del mismo sexo tengan el mismo derecho que las parejas heterosexuales a acceder a las uniones civiles o al matrimonio.

### Leyes y medidas antidiscriminación
Belice, al igual que Guatemala y Panamá, no posee ningún tipo de legislación, norma, medida o artículo en el código penal que prohíba la discriminación por motivos de orientación sexual o identidad y expresión de género en áreas como en el acceso al empleo, la educación, los servicios de salud, el acceso a la justicia, la vivienda o el acceso a lugares y/o establecimientos tanto públicos o privados, entre otros.

### Leyes sobre crímenes de odio e incitación al odio
En la actualidad, el código penal beliceño no criminaliza de ninguna forma las amenazas, los crímenes de odio o la incitación al odio si estos fuesen motivados por la orientación sexual o la identidad y expresión de género, de igual forma, tampoco se criminaliza el discurso de odio.

## Historia

### Época precolombina
Los Mayas

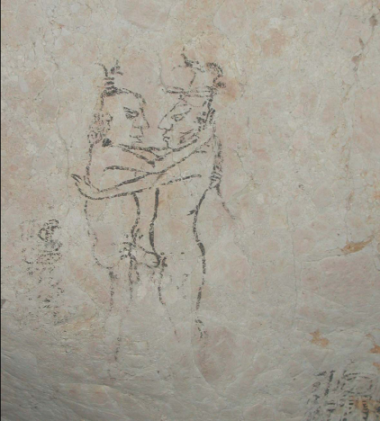
Pintura homoerótica maya encontrada en una de las paredes de la gruta de Naj Tunich, Guatemala.

Los cronistas recopilaron durante tres siglos seguidos (XV, XVI y XVIII), toda la diversidad de “condiciones sexuales” existentes en el suelo del nuevo mundo, en la zona de América Central, la homosexualidad era reverenciada por los mayas, y aquellos con esta tendencia eran tratados como seres mágicos, los mayas incluso creían que podían llegar a tener poderes, por lo que estar cerca de ellos era sinónimo de buena suerte. El cronista Gonzalo Fernández de Oviedo, relata que los habitantes de las aldeas mayas llevaban joyas y oro a personas de distinta orientación sexual, con la idea de que les otorgarían protección y suerte. Los mayas eran tolerantes con la homosexualidad, la consideraba preferible al sexo prematrimonial heterosexual, por lo que las elites conseguían esclavos sexuales para sus hijos. De entre todos los dioses los cuales eran venerados por los mayas, destaca uno al cual se le conoce como Chin, el cual representaba las relaciones homosexuales de los nobles de esta cultura. A él se encomendaban para unir y santificar las relaciones entre jóvenes de la clase baja de la nobleza, con los de la clase alta, sus uniones se equiparaban a los matrimonios legales según la Ley Maya.
Para estudiar las prácticas homosexuales en el mundo prehispánico maya se dispone básicamente de dos fuentes: la primera es a través de los relatos de los primeros cronistas que entraron en contacto con los habitantes de estos pueblos. Es difícil evaluar el grado de objetividad de estos relatos, ya que en algunos casos, ellos tendían a exagerar los hábitos sexuales de los nativos, siendo así narraciones muy subjetivas, todo esto ocurrió debido a la fuerte creencia en la religión. La segunda fuente son los registros prehispánicos, como lo son los manuscritos tradicionales hechos por las mismas personas del lugar, donde relatan los sucesos de su vida y su pueblo, sus costumbres y tradiciones, así como a través de su arte, elemento fundamental para dar a conocer su visión del mundo.